# Ogíjares
Ogíjares er en by og kommune i det sydøstlige Spanien i provinsen Granada. Den har et indbyggertal på 15.063 (2024) indbyggere.